# 예르겐 조에가

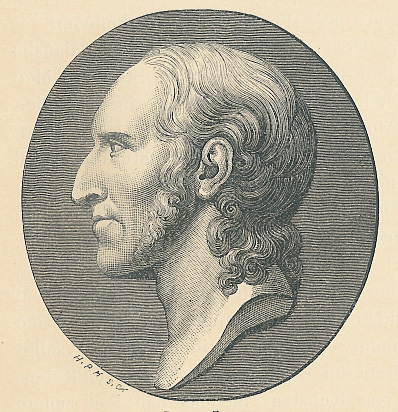

예르겐 조에가(Jørgen Zoëga, 1755년 12월 20일 ~ 1809년 2월 10일)는 덴마크의 고고학자, 화폐학자이다.